# Пеннап'єдімонте
Пеннап'єдімонте (італ. Pennapiedimonte) — муніципалітет в Італії, у регіоні Абруццо, провінція К'єті.
Пеннап'єдімонте розташований на відстані близько 145 км на схід від Рима, 75 км на схід від Л'Аквіли, 23 км на південь від К'єті.
Населення — 497 осіб (2014).
Щорічний фестиваль відбувається 16-19 серпня. Покровитель — San Antonio, Santa Brigida, San Rocco.

## Демографія
Населення за роками:

Станом на 1 січня 2023 року в муніципалітеті офіційно проживало 27 іноземців з 7 країн, серед них 23 громадяни країн Євросоюзу.

## Сусідні муніципалітети
- Караманіко-Терме
- Фара-Сан-Мартіно
- Гуардіагреле
- Казолі
- Паломбаро
- Преторо
- Рапіно
- Роккамориче